# Das Schönste Dorf der Schweiz
Das Schönste Dorf der Schweiz (französisch le plus beau village de Suisse, italienisch Il più bel villaggio della Svizzera, rätoromanisch il pli bel vitg da la Svizra) war ein nationaler Schweizer Wettbewerb, der von den Zeitschriften Schweizer Illustrierte, L’illustré und il Caffè in Zusammenarbeit mit den Rundfunkunternehmen SRF, RTS, RSI und RTR organisiert war.
Der Wettbewerb war in drei Runden organisiert: In der ersten Runde nominierte eine Jury (zuletzt bestehend aus: Nik Hartmann, Mélanie Freymond, Annina Campell und Sebalter) 50 Dörfer aus allen Teilen des Landes. In der zweiten Runde wählte das Publikum zwölf Dörfer (je drei pro Sprachregion) für die finale Runde aus. In der finalen Runde konnte das Publikum über diese Nominierten abstimmen.

## Bisherige Gewinner
- 2015: Soglio im Kanton Graubünden
- 2016: Morcote im Kanton Tessin
- 2017: Schwellbrunn im Kanton Appenzell Ausserrhoden
- 2018: Oberhofen am Thunersee im Kanton Bern
- 2019: Trub im Kanton Bern

Im Jahr 2020 ist der Wettbewerb in Schweizer Dorf des Jahres (französisch Le village suisse de l'année, italienisch Il villaggio svizzero dell'anno) umbenannt worden. Seither wird nicht mehr das schönste Dorf prämiert, sondern dasjenige, das sich z. B. am meisten für die Gesellschaft einsetzt oder kulturell aktiv ist (jedes Jahr ein anderes Thema).